# Станиша Мандић
Станиша Мандић (Херцег Нови, 27. јануар 1995) црногорски је фудбалер.

## Клупска каријера
Мандић је фудбал почео да тренира у ФК Игало, након чега је био и у млађим категоријама Војводине и Рада. Током 2014. године прешао је у Чукарички, а за први тим овог клуба дебитовао је 6. априла 2014. на утакмици против крушевачког Напретка. Први гол је постигао само шест дана касније у поразу од Црвене звезде од 4:1. Са екипом Чукаричког освојио је Куп Србије у сезони 2014/15. У сезони 2016/17, својој последњој у клубу са Бановог брда, имао је мању минутажу, па је у августу 2017. прослеђен на позајмицу у норвешки Согндал. Са екипом Согндала је испао из норвешке Прве лиге, али је остао у клубу и наставио да игра у друголигашком такмичењу. У јуну 2018. норвешки клуб одлучује да га откупи. У фебруару 2019. прослеђен је на позајмицу у Зрињски из Мостара. По истеку позајмице, у јануару 2020, Мандић је напустио Зрињски. За мостарски клуб је наступио на 35 такмичарских утакмица, уз осам постигнутих голова. У јануару 2020. потписао је уговор са словеначким прволигашем Муром. Са екипом Муре освојио је национални Куп у сезони 2019/20, а у наредној 2020/21. је био и шампион Словеније. Током другог дела такмичарске 2021/22. наступао је за Металац из Горњег Милановца у Суперлиги Србије. Након Металца је био у Бахреину где је имао кратак ангажман у Ист Рифи. Током првог дела такмичарске 2023/24. наступао је за ГОШК Габелу у Премијер лиги БиХ. Календарску 2024. провео је у Кини где је наступао за тамошњег друголигаша Вуси Вуго. У фебруару 2025. потписао је уговор са црногорским прволигашем Арсеналом из Тивта.

## Репрезентација
Мандић је играо за репрезентацију Србије до 19 година на Европском шампионату 2014. године у Мађарској. Био је стрелац одлучујућег гола против Бугарске, којим је Србија стигла да полуфинала. Међутим, успех који је годину дана раније остварила селекција коју је водио Љубинко Друловић и која је постала првак Европе у Литванији није поновљен, с обзиром да је Србија у полуфиналу поражена од Португалије после пенала.
Наредне 2015. године је са репрезентацијом Србије до 20 година наступао на Светском првенству на Новом Зеланду. Србија је освојила ово првенство, а Мандић је био један од запаженијих појединаца. Постигао је гол против Малија у групи, а онда и против Бразила у финалу.
Иако је имао запажене партије на првенству на Новом Зеланду, Мандић се крајем августа 2015. није нашао на списку Томислава Сивића, тадашњег селектора репрезентације Србије до 21 године. Због те одлуке је своје незадовољство изнео и Владимир Матијашевић, спортски директор ФК Чукарички. На Сивићевом списку нашло се чак 11 играча из генерације која је постала шампион света на Новом Зеланду, али не и Мандић. Само неколико дана након Сивићевог списка, Мандић је донео одлуку да убудуће наступа за Црну Гору.
За сениорску репрезентацију Црне Горе је дебитовао 8. септембра 2015. на гостовању Молдавији у квалификацијама за Европско првенство 2016. у Француској. Мандић је на терен ушао у 69. минуту уместо Адама Марушића а Црна Гора је славила на овом сусрету резултатом 0:2.

## Успеси

### Клупски
Чукарички
- Куп Србије (1) : 2014/15.

Мура
- Првенство Словеније (1) : 2020/21.
- Куп Словеније (1) : 2019/20.

### Репрезентативни
Србија до 20 година
- Светско првенство за играче до 20 година старости :  2015.[23]